# Mallorcagryllus hispanicus
Mallorcagryllus hispanicus Aristov et Zessin, 2009, és una espècie d'insecte gril·loblàtid fòssil de Mallorca (Illes Balears, Mediterrània occidental). Fou descrita en base al fòssil d'una petita ala (12 mm) aïllada provinent de les rodalies de la cala d'Estellencs (Estellencs). Les roques d'on procedia s'han datat dins l'Egeà, el primer sub-estatge de l'Anisià, dins el Triàsic Mitjà.